# Iglesia de Santa María del Carmen (La Muela)
Iglesia Santa María del Carmen: es una iglesia dedicada al culto católico, está ubicada en La Muela pedanía de Algodonales, provincia de Cádiz, Andalucía, España.
De la segunda mitad del siglo XVIII, Santa María del Carmen, se encuentra edificada en la La Muela pedanía de Algodonales, la cual fue bendecida e inaugurada en el año 1872. Está dedicada a la advocación de Nuestra Señora del Carmen, Patrona de La Muela. En el interior, puede contemplarse el altar mayor que preside Nuestra del Carmen, que puede fecharse del siglo XVI. Además en los laterales se encuentran las imágenes de San Elías y San José Patrono de la Orden del Carmelo.
En 2019 se restauran piezas de su interior.